# Ульссон, Ян (1944)
Ян Ульссон (швед. Jan Olsson; 18 марта 1944, Кунгсхамн, Гётеборг-Бохус — 17 мая 2023) — шведский футболист, играл на позиции полузащитника в клубах «ГАИС», «Штутгарт» и «Эргрюте», и в национальной сборной Швеции. Стал лучшим футболистом Швеции 1970 года. По завершении игровой карьеры — футбольный тренер.

## Клубная карьера
Во взрослом футболе дебютировал в 1965 году выступлениями за команду клуба «ГАИС», в которой провёл четыре сезона.
Своей игрой за эту команду привлёк внимание представителей тренерского штаба немецкого «Штутгарт», к составу которого присоединился в 1969 году. Отыграл за штутгартский клуб следующие два сезона. Большую часть времени, проведённого в составе «Штутгарта», был основным игроком команды.
Завершил профессиональную игровую карьеру в клубе «ГАИС». Вернулся в команду в 1971 году, защищал её цвета до прекращения выступлений на профессиональном уровне в 1974 году.

## Выступления за сборную
В 1967 году дебютировал в официальных матчах в составе национальной сборной Швеции. В течение карьеры в национальной команде, которая длилась 7 лет, провёл в форме главной команды страны 23 матча, забив 1 гол.
В составе сборной был участником чемпионата мира 1970 года в Мексике.

## Карьера тренера
Начал тренерскую карьеру, вернувшись к футболу после длительного перерыва, в 1994 году, возглавив тренерский штаб клуба «Айнтрахт» (Брауншвейг). Проработал с этой командой в течение одного сезона.

## Достижения

### Личные
- Футболист года в Швеции: 1970